# Paul Bürde

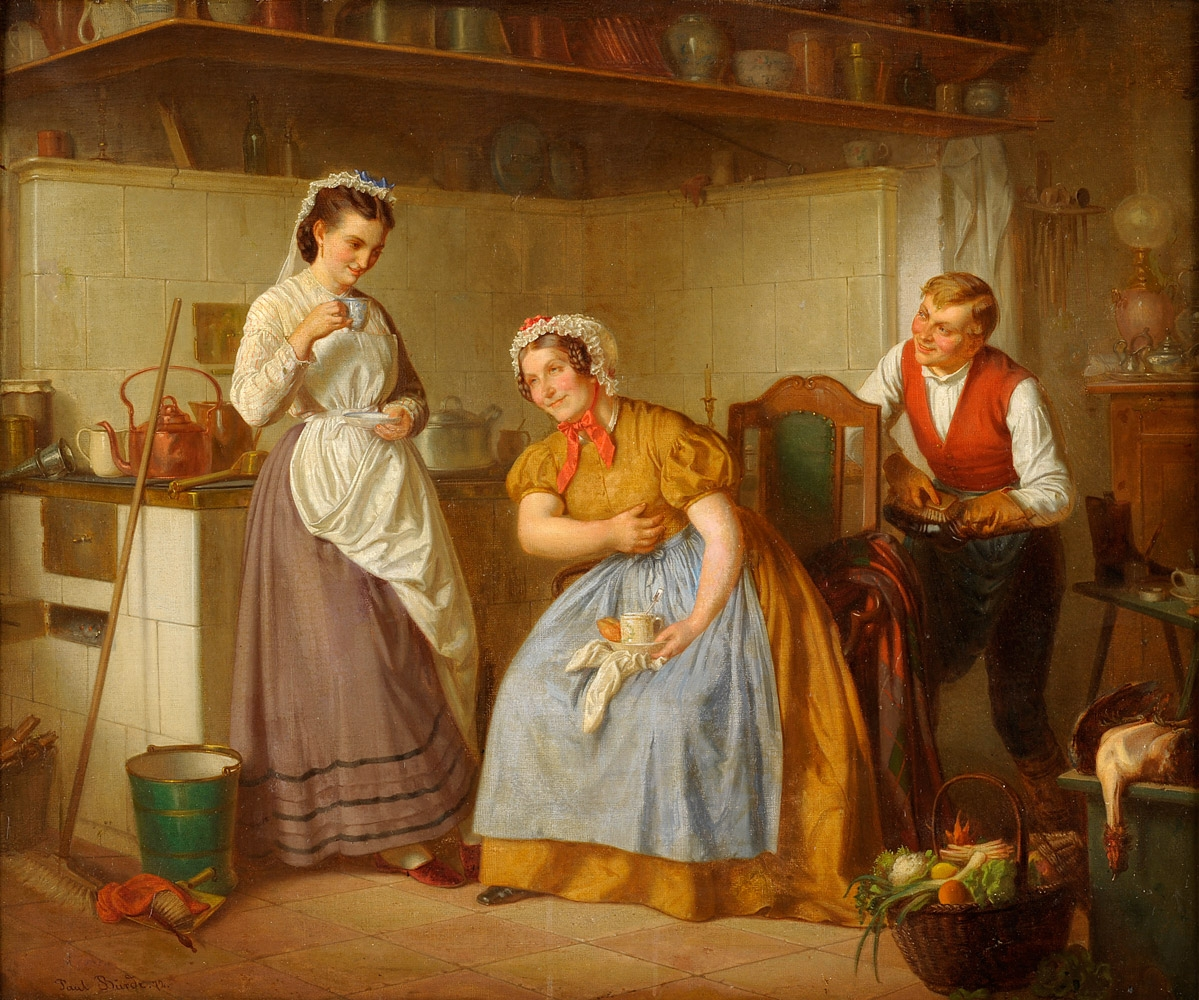
Una història divertida, Pintura de gènere de l'entorn del servidor

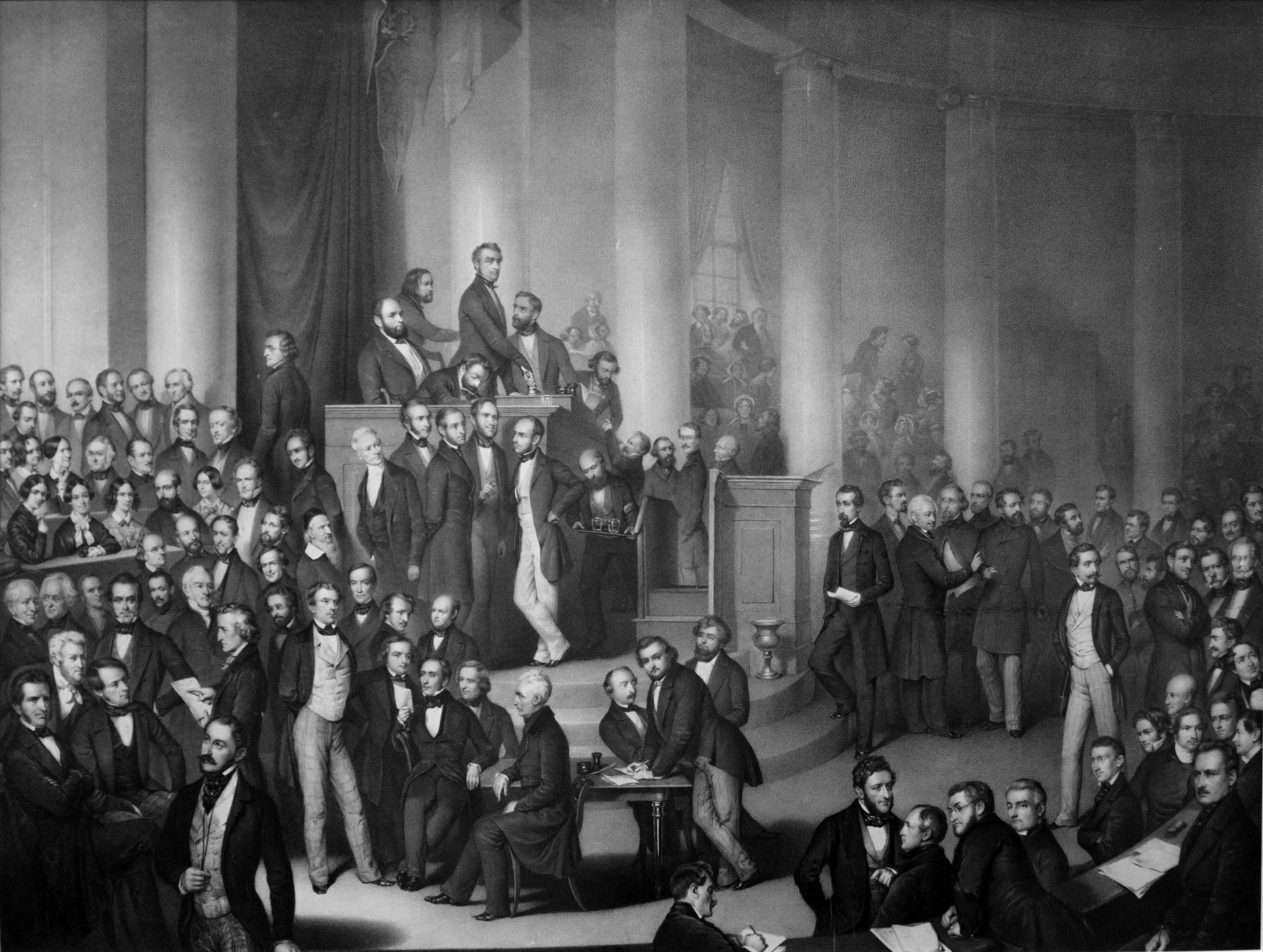
Discussió al Parlament de Frankfurt, 1848, litografia a partir de la pintura de Paul Bürde

Paul Bürde   (1819 - Berlín, 23 de maig de 1874) - 23 de maig de 1874) va ser un pintor i il·lustrador alemany.

## Biografia
Nascut a l'Alta Silèsia, Bürde va ser el cinquè fill d'Ernst Bürde (1794-1869) i de la seva dona Pauline, de soltera Rambach (1798-1855). Va créixer a Rosniontau. El seu oncle era el professor de l'acadèmia de Berlín i pintor d'animals Friedrich Leopold Bürde (1792-1849), marit de la cantant i pianista Jeanette Milder-Bürde. Un altre oncle era el conseller d'edificis que treballava per a Karl Friedrich Schinkel Georg Heinrich Bürde (1796-1865), la seva nora, la cantant Jenny Bürde-Ney (1824-1886), retratada per Paul Bürde. L'avi de Bürde era el poeta i conseller de la cort Samuel Gottlieb Bürde (1753–1831). El 28 de novembre de 1856 es va casar amb la seva cosina Katarina (1837-1917), filla del seu oncle Georg Heinrich.
A l'Acadèmia de les Arts de Prússia de Berlín va fer un retrat del seu mestre Eduard Daege. Ben coneguda és la seva imatge Diskussion im Frankfurt Parliament, en què Bürde, com a testimoni ocular de les sessions parlamentàries, va retratar molts polítics importants de les revolucions alemanyes de 1848-1849. Una altra imatge coneguda és Homenatge al Kaiser Guillem I. (1871), en què Guillem I, emperador alemany va ser alineat amb Martí Luter, Frederic el Gran i el mariscal de camp Blücher a causa de la fundació de l'Imperi alemany i, per tant, de manera pictòrica. va reproduir la historiografia borussiana de Heinrich von Treitschke. (German Historical Institute Washington DC), recuperat el 14 de setembre de 2020. A Berlín, Bürde va estar actiu fins a la seva mort com a pintura de gènere i retratista de personalitats berlineses, així com il·lustrador de la revista Die Gartenlaube. El pintor Ludwig Pietsch també va destacar Bürde com un "pintor d'aquarel·les d'esdeveniments oficials a la cort reial i a la família reial".

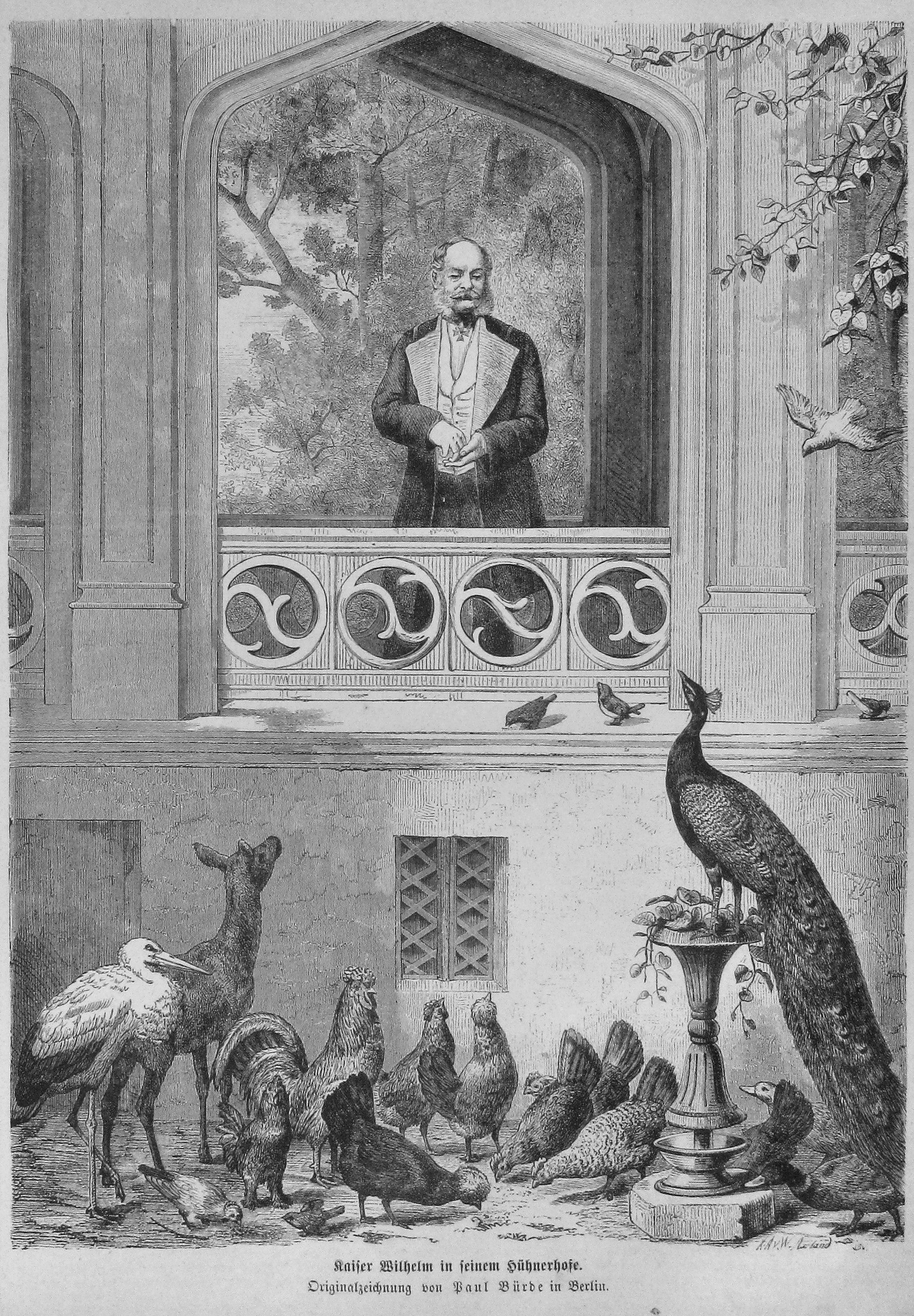
Kaiser Wilhelm in seinem Hühnerhause (in Schloss Babelsberg), Illustration in Die Gartenlaube, 1873